# Język warajski
Język warajski (waray, waray-waray), także samar-leyte – język austronezyjski z grupy filipińskiej, jeden z języków bisajskich. Jest używany w filipińskich prowincjach Samar, Leyte i Biliran. Posługuje się nim około 3,1 miliona Filipińczyków, dzięki czemu stanowi piąty pod względem liczby użytkowników język na Filipinach.
Jest znacznie zróżnicowany wewnętrznie. Funkcję standardu pełni dialekt z Tacloban City.